# Sengwer (peuple)
 (avril 2024).
La mise en forme du texte ne suit pas les recommandations de Wikipédia : il faut le « wikifier ».
Les points d'amélioration suivants sont les cas les plus fréquents. Le détail des points à revoir est peut-être précisé sur la page de discussion.
- Les titres sont pré-formatés par le logiciel. Ils ne sont ni en capitales, ni en gras.
- Le texte ne doit pas être écrit en capitales (les noms de famille non plus), ni en gras, ni en italique, ni en « petit »…
- Le gras n'est utilisé que pour surligner le titre de l'article dans l'introduction, une seule fois.
- L'italique est rarement utilisé : mots en langue étrangère, titres d'œuvres, noms de bateaux, etc.
- Les citations ne sont pas en italique mais en corps de texte normal. Elles sont entourées par des guillemets français : « et ».
- Les listes à puces sont à éviter, des paragraphes rédigés étant largement préférés. Les tableaux sont à réserver à la présentation de données structurées (résultats, etc.).
- Les appels de note de bas de page (petits chiffres en exposant, introduits par l'outil «  Source ») sont à placer entre la fin de phrase et le point final[comme ça].
- Les liens internes (vers d'autres articles de Wikipédia) sont à choisir avec parcimonie. Créez des liens vers des articles approfondissant le sujet. Les termes génériques sans rapport avec le sujet sont à éviter, ainsi que les répétitions de liens vers un même terme.
- Les liens externes sont à placer uniquement dans une section « Liens externes », à la fin de l'article. Ces liens sont à choisir avec parcimonie suivant les règles définies. Si un lien sert de source à l'article, son insertion dans le texte est à faire par les notes de bas de page.
- La présentation des références doit suivre les conventions bibliographiques. Il est recommandé d'utiliser les modèles {{Ouvrage}}, {{Chapitre}}, {{Article}}, {{Lien web}} et/ou {{Bibliographie}}. Le mode d'édition visuel peut mettre en forme automatiquement les références.
- Insérer une infobox (cadre d'informations à droite) n'est pas obligatoire pour parachever la mise en page.

Pour une aide détaillée, merci de consulter Aide:Wikification.
Si vous pensez que ces points ont été résolus, vous pouvez retirer ce bandeau et améliorer la mise en forme d'un autre article.
Le peuple Sengwer (ou Cherang'any et anciennement Sekker, Siger, Sigerai, Segelai, Senguer, Senguel et Jangwel ) est une communauté autochtone qui vit principalement dans la forêt Embobut des hauts plateaux de l'ouest du Kenya et dans des zones dispersées des régions de Trans Nzoia, West Pokot et Elgeyo-Marakwet. Parfois décrits comme une composante du peuple Marakwet, les Sengwer constituent en fait un groupe ethnique autonome et distinct,.
Le peuple Sengwer est aux débuts du XXIe siècle une communauté marginalisée qui fait face à d’importantes menaces pour son identité et ses terres ancestrales. D'importantes organisations internationales de défense des droits de l'homme, telles que les Nations Unies, Amnesty International et la Commission des droits de l'homme du Kenya, reconnaissent les Sengwer comme un peuple autochtone dont les revendications sur la région remontent à plusieurs siècles, et ont exprimé à plusieurs reprises leurs inquiétudes quant aux violations des droits de l'homme auxquelles ils sont soumis:31–33, :3,32–33,60–61,.

## Histoire

### Avant leXIXesiècle

#### Étymologie
À la suite de son expédition à Juba, MacDonald (1899) a relevé l'existence du peuple  « Senguer » qui « habitait auparavant sur le plateau d'Uasin Gishu », assumant que les phonèmes « l » et « r » sont interchangeables, le « Senguer » de l'expédition de Juba serait identique à  "Jangwel", un terme qui, selon MC Hobley, était appliqué par les Nandi pour désigner leur tribu".
Dans les récits répertoriés de l’ère coloniale au Kenya, le peuple aujourd’hui connu sous le nom de Sengwer se désignait déjà ainsi.

« ...Jadis les Cherangany était un peuple puissant appellé Sengwer... »

— Chef Sengwer Arap Kamussein à la ferme d'A.C.Hoey le 2 octobre 1932
Dans sa plus grande portion, le territoire Sengwer englobait les parties nord d'Uasin Gishu, ainsi que des parties d'Elgeyo-Marakwet, du comté de Trans Nzoia et une partie sud de West Pokot ;

« ...Commences from Kiporoom River in Uasin Gishu District. It extends along the Kapsumbeywet River through Ziwa (Sirikwa) centre, Moiben Posta and Kose hills in Uasin Gishu. From Kose Hills, it goes down to join Moiben River. The boundary goes up river Moiben to the confluence of Ko’ngipsebe and Kimowo streams. It turns eastwards to cover areas of Maron sub-location in the Emboput location in Marakwet District. Turning to the west it then goes to Kamolokon along Marakwet/West Pokot and Marakwet boundary. From here it drops to Sebit, Somor, then to Kongelai and up along Swom River. From Swom River to the confluence of Swom and Cheptenden River. From Cheptenden River to the confluence of Cheptenden River and Moiben River where these two rivers confluence with Kiboorom. »

— Sengwer chief Arap Kamussein before the Kenya Land Commission on 2nd October 1932.

### Mode de vie
Avant le XIXe siècle, les Sengwer élevaient un type particulier de bovins noirs à longues cornes, que Lamphear (1994) pensait être un croisement issu du  rameau Sanga.
Dans cette période, l'organisation sociale des Sengwer semble avoir reposé sur des clans. L'un de ces « clans » était connu sous le nom de Kacepkai; ces derniers, exilés lors de l'invasion Turkana de Moru Assiger, aurait pris le rôle social de devins dans les communautés de certains peuples de la région du Mont Elgon:96,.
Il est attribué aux Sengwer de grandes capacités mystiques, la divination a joué un rôle important dans leur culturedont sont issues des lignées de devins Meturona parmi les Turkana, les devins Kachepkai des Pokot et les devins Talai des Uas Nkishu Maasai, les Nandi et les Kipsigis:96,.
Un élément remarquable et distinctif de la culture Sengwer est une parure d'un seul cauri attaché aux tresses frontales des femmes Sengwer, une coiffure que l'on retrouve également chez les Oropom, leurs voisins à l'ouest et au nord-ouest. Cette coquille de cauri pendante était appelée "esigirait", au pluriel "ngisigira" et il est supposé que la dénomination de Sengwer puisse découler de ce terme[réf. nécessaire].

### XIXesiècle
Vers la fin du XVIIIe siècle, la zone de vie des Sengwr fut affectée par une sécheresse que le folklore a désigné sous le nom d'Aoyate - la longue période de sécheresse. Il semble que les facteurs qui ont abouti à la famine se sont combinés pour décimer l’identité Sengwer.
Le bétail à longues cornes que possédaient les Sengwer a été dévasté par la sécheresse d'Aoyate, entraînant la désintégration de la communauté. De nombreux réfugiés de famine qui tentaient de se déplacer vers l'est ont péri d'inanition près de Moru Eris, certains ont trouvé refuge chez les Dassanetch, les Pokot et les Karimojong:91.
La tradition maasaï rapporterait que les Chemngal auraient été attaqués par une alliance des communautés Uasin Gishu et Siria Loikop.
À l'est, une rivalité se développait également avec les Loikop (également connus sous le nom de « Kor »), une alliance de langue maa qui vivait en étroite association avec divers peuples de langue couchitique. Comme les Turkana, les Kor élevaient des zébus plus robustes, ce qui leur permettait de bien mieux résister aux sécheresses que les Sengwer.
Au sud, d'autres réfugiés fuyaient les raids des Turkana vers le sud dans l'Uasin Gishu où ils étaient connus sous le nom de Kakesira, peut-être les Massaï Losegelai (Siger = Sigerai = Segelai) de la fin du XIXe et du début du XXe siècle:91.
Un petit nombre de Sengwer se sont réfugiés dans les forêts et dans de petites enclaves, au sein de la société Marakwet émergente, où ils ont pu conserver des éléments de leur identité.

« ...Nous fûmes dépouillés de notre bétail par les Karamojong and ensuite les Maasai se moquaient de nous parceque nous n'avions pas de bétail, et nous appelaient Cherangany... »

— District Commissioner Elgeiyo/Marakwet, Tambach, rapport daté du 11 octobre 1927.

### XXesiècle
Au début du XXe siècle,

« ...the Sengwer (Cherangany) [were] a minority, unrecognized, marginalised, oppressed and discriminated against hunter-gatherer indigenous group... »

— Assistant District Commissioner, Marakwet, letter to the Provincial Commissioner, Naivasha on 1st October 1918

### Histoire récente
Les Sengwer sont une communauté encore marginalisée aujourd’hui, confrontée à des menaces distinctes et importantes à la fois pour son identité et pour ses terres ancestrales.
En 1980, la pression de la croissance démographique des communautés forestières du Kenya, dont les Sengwer, s'est confrontée aux efforts du gouvernement de contrôler les forêts. Depuis, des tentatives d’expulsion répétées ont été menées,.
Le 16 janvier 2018, deux éleveur Sengwer, non armés, Robert Kirotich et David Kipkosgei Kiptilkesi, subirent les coups de feu d'agents du Service forestier du Kenya, le premier tomba sous leurs balles et le second en sortit blessé. Les hommes Sengwer gardaient leur bétail et n’étaient pas armés. Le 17 janvier 2018, l'Union européenne a suspendu son soutien financier au programme de protection des châteaux d'eau et d'atténuation et d'adaptation au changement climatique (WATER) du gouvernement kényan, en raison des violations continues des droits humains des peuples autochtones dans les zones de conservation,,,.
Un tribunal d'Eldoret a enjoint le gouvernement Kenyan, le 22 janvier 2018, à mettre fin aux expulsions jusqu'à l'audience de la communauté Sengwer le 27 février 2018.
En octobre 2018, les Sengwar préparaient une pétition internationale pour la soumettre à la Cour africaine des droits de l'homme et des peuples à Arusha, en Tanzanie.
Milka Chepkorir, anthropologue membre du peuple Sengwer, a documenté de nombreux témoignages sur les effets de l'expulsion du peuple Sengwer, elle l'explique dans une interview :
```
Les expulsions affectent les enfants dès leur plus jeune âge, notamment pour les filles qui peinent à obtenir l'éducation qui les aiderait à s'émanciper et reconnaître leurs droits légaux et à développer des moyens économiques alternatifs pour subvenir aux besoins de leur famille.
 
Les expulsions des Sengwer affectent non seulement les femmes, mais aussi les jeunes filles, les rendant plus suceptibles d'être victimes de violences et abus et les exposant à des situations où elles sont plus vulnérables, comme contracter un mariage précoce, le plus souvent avec des hommes plus âgés, compromettant ainsi leur enfance, et leurs droits comme l'éducation, le jeu, la santé reproductive
```

Les expulsions se sont prolongées jusqu’en 2020, y compris durant pandémie de COVID-19. Le Service forestier du Kenya a, pour justifier ces expulsions, invoqué la protection et la conservation des forêts pour procéder aux expulsions. Le peuple Sengwer en revanche maintient que sa tradition est de conserver la forêt depuis longtemps.